# 透明虎耳草
透明虎耳草（学名：Saxifraga pellucida）为虎耳草科虎耳草属下的一个种。其种加词“pellucida”意为“透明的”。